# Ferrari Millechili
La Ferrari Millechili (qui signifie « mille kilogrammes » en italien) est le nom d'un concept-car présenté lors d'un symposium technique au siège de Ferrari à Maranello en 2007. C'est également le nom d'un projet mené par Ferrari visant à développer et produire une voiture de sport légère. Le développement de la Millechili est réalisé en collaboration avec l'université de Modène et de Reggio d'Émilie, au sein de la faculté de génie mécanique. Le « MilleChili Lab » est un projet transversal dans lequel des étudiants travaillent sur la conception de voitures allégées,,.
La Millechili mesure 3,88 m (152,8 pouces) de long, avec un empattement de 2,65 m (104,3 pouces), lui donnant une apparence similaire à une Enzo à l’échelle réduite. Le concept repose sur une structure en aluminium, un carter de transmission en titane et intègre plusieurs éléments aérodynamiques visant à réduire la traînée.

## Millechili Lab

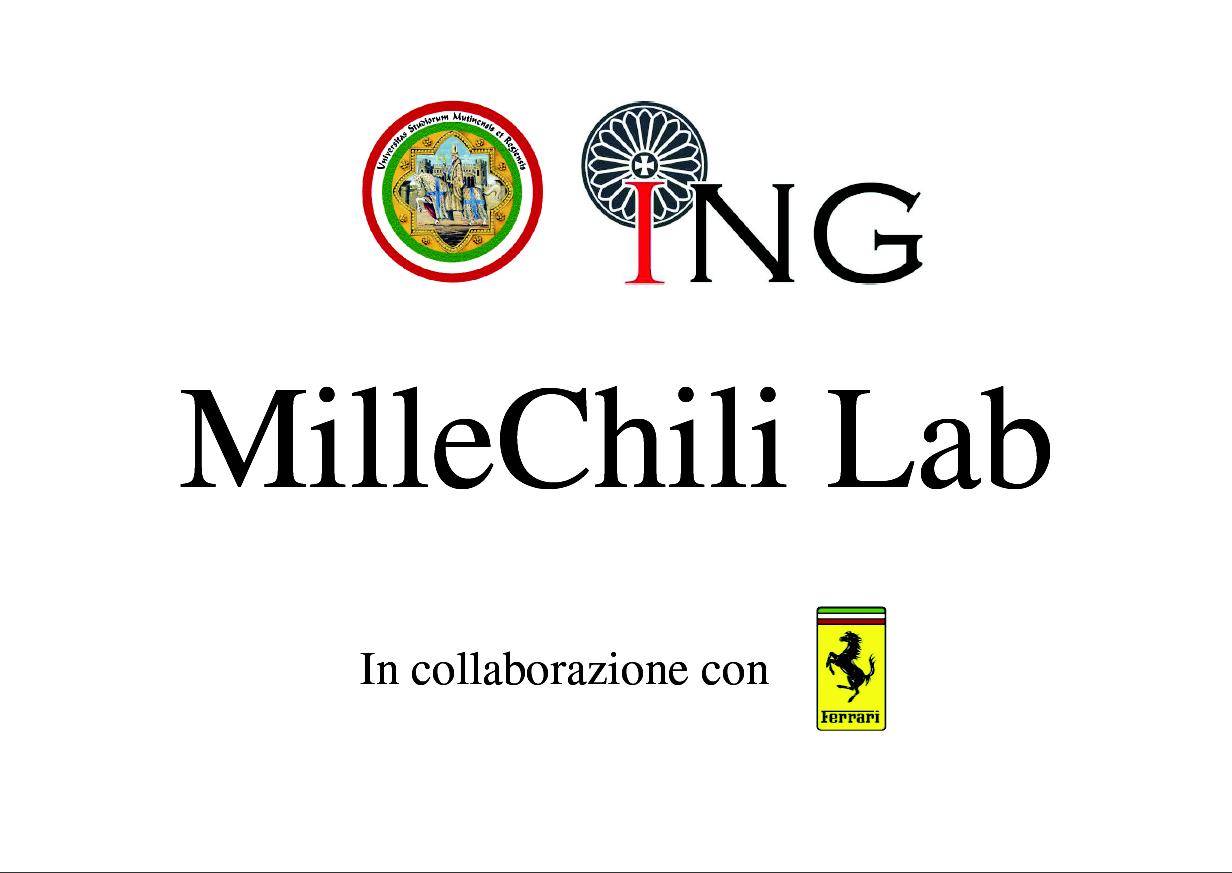
Plaque signalétique de Millechili Lab.

Le Millechili Lab fait partie du projet Millechili, créé par la faculté d'ingénierie de l'université de Modène en collaboration avec Ferrari,.
Le Millechili Lab a pour mission d'étudier et de concevoir un châssis automobile léger destiné aux voitures haute performance, grâce au travail d'étudiants en licence et en master, tous formés au sein du laboratoire. Seules quelques contraintes encadrent la conception du nouveau châssis : la possibilité d'industrialisation et le respect des objectifs de performance fixés par Ferrari. Le châssis futur, conçu pour une voiture à moteur central, devait être développé en trois ans.
Grâce aux fonds de recherche de Ferrari, le laboratoire dispose de quatre stations de travail UNIX prenant en charge plusieurs utilisateurs et pouvant fonctionner comme un cluster de 32 processeurs, ainsi que d’un cluster neuf doté de 24 processeurs. Il possède également deux stations de travail sous Windows. Chaque ordinateur interactif est équipé de divers logiciels, tels que des programmes CAE (conception assistée par ordinateur, analyse par éléments finis, sélection des matériaux, etc.), identiques à ceux utilisés par Ferrari afin de faciliter l'échange d'informations.